# 高木隆次
高木 隆次（たかぎ りゅうじ、1964年6月4日 - ）は、日本のシンガーソングライター、編曲家。大阪府出身。血液型A型。

## 来歴
1987年に日本武道館にて開催された「ヤマハINTERNATIONAL POPULAR MUSIC FESTIVAL BAND EXPLOSION'87世界大会」に日本の関西・四国・沖縄地区代表バンド、PAISLEY II（ペイズリーII）で出場する。1993年、高木隆次（ボーカル）・松井智孝（ギター）の音楽ユニットINVOICEとしてパイオニアLDC（現在のNBCユニバーサル・エンターテイメントジャパン）よりメジャー・デビュー。後にinvoiceと表記を改名。シングル7枚、アルバム3枚をリリース。
1996年、ソロシングル「HOLONIC」をリリース。1998年、RYU名義でソロアルバム「密造」をリリース。
現在は、Vシネマやアニメーション作品への楽曲提供を精力的に行っている。

## ディスコグラフィ

### INVOICE （invoice）

#### シングル
|     | タイトル                   | 発売日     | 収録曲 |
| 1st | 文明の街                   | 1993/11/25 | 1. 文明の街 TBS系テレビ「さんまのからくりTV」エンディング・テーマ 2. 旅〜生命の章 アニメ「THE 八犬伝 〜新章〜」 エンディング・テーマ 3. 文明の町（オリジナル・カラオケ） |
| 2nd | OVERLAP 〜流れる時の中で〜 | 1994/3/23  | 1. OVERLAP 〜流れる時の中で〜 2. TODAY 3. Milestone 〜道標〜 ポニーキャニオン・オリジナルビデオ「パッパカパー」エンディング・テーマ                                      |
| 3rd | 永遠の大陸                 | 1994/9/22  | 1. 永遠の大陸 サークルKサンクス CMイメージソング JSBドラマ「双頭の悪魔」エンディング・テーマ 2. AURA (SL9MIX) 3. History 4. 永遠の大陸（オリジナル・カラオケ）           |
| 4th | メモリー                   | 1995/1/25  | 1. メモリー カルビー「ポテトチップス」CMソング 2. 逃亡者 3. Breeze 4. メモリー（オリジナル・カラオケ）                                                                   |
| 5th | 幸福が…                    | 1995/2/22  | 1. 幸福が… 「NTT DoCoMo関西ムーバ」CMソング あっ!とおどろく放送局「小川美那子の「ROOM375」」オープニング・テーマ 2. PLAY 3. 幸福が…（オリジナル・カラオケ）              |
| 6th | ILLUSION                   | 1995/10/25 | 1. ILLUSION テレビ東京系アニメ「神秘の世界エルハザード」オープニング・テーマ 2. 百鬼夜行 3. ILLUSION（オリジナル・カラオケ）                                             |
| 7th | FANTASY                    | 1996/1/24  | 1. FANTASY 2. 輪廻 3. FANTASY（オリジナル・カラオケ） 4. 輪廻（オリジナル・カラオケ）                                                                                    |

#### アルバム
|     | タイトル          | 発売日    | 収録曲 |
| 1st | 平成戯画          | 1994/3/23 | 1. Serenade 2. 文明の街 3. AURA 4. 人々よ 5. 酸性“雨”に打たれて 6. 旅 〜生命の章〜（アルバムバージョン） 7. OVERLAP 〜流れる時の中で〜 8. Milestone 〜道標〜                                                                                                   |
| 2nd | Cycles of History | 1995/6/28 | 1. 46億年のCINEMA 2. 永遠の大陸 (Album version) 3. モアイ 4. Duct 5. 旅 〜時間の章〜 6. 午後の調べ 7. 感傷 8. 蜃気楼 9. History 10. コンクリート街64番地 11. MILK 12. Musician 13. Breeze 14. 幸福が… 15. Generation, Generator 16. メモリー 17. PLAY 18. 輪廻 |
| 3rd | Turkey            | 1996/2/21 | 1. ILLUSION (EL-HAZARD MIX) 2. モノポリー 3. あばんちゅうる 4. Turkey 5. 逃亡者 6. 幸せが… (NATURAL TAKE) 7. わな 8. Fail 9. FANTASY (Turkey MIX) 10. Dream 櫻井智とのデュエット 11. 文明の街 (NATURAL TAKE)                                                   |

### ソロ

#### シングル
|     | タイトル | 発売日       | 収録曲 |
| 1st | HOLONIC  | (1996/11/21) | 1. HOLONIC 文化放送「上田祐司の放課後ワンダークラブ」オープニングテーマ曲 2. Contrast 3. HOLONIC（オリジナル・カラオケ） |

#### アルバム (RYU名義)
|     | タイトル | 発売日      | 収録曲                                                                              |
| 1st | 密造     | (1998/1/21) | 1. YESMAN 2. HOLONIC 3. モンタージュ 4. CITY IN THE RAIN 5. マンネリ 6. GOLDEN GATE |

## 出演番組
- 小川美那子の「ROOM375」 （ゲスト出演、あっ!とおどろく放送局、生放送：2010年10月29日放送、ビデオオンデマンド放送：2010年11月10日 - ）

## 音楽制作作品

### 映画・Vシネマ
- 実録・なにわ山本組　捨身で生たる!（2003年）
- 男前　日本一の画家（えかき）になったる!（2005年）
- カタナーマン（2006年）
- だからワタシを座らせて。通勤電車で座る技術!（2006年）
- 極道の山本じゃ2 伝説の親分編（2006年）

### アニメーション
- ナースウィッチ小麦ちゃんマジカルて（2002年）
- ナースウィッチ小麦ちゃんマジカルてZ（2004年）
- 無敵看板娘（2006年）
- 大魔法峠（2006年）
- ケメコデラックス![1]（2008年）
- ムダヅモ無き改革　-The Legend of KOIZUMI-（2010年）
- 迷い猫オーバーラン! （2010年）
- よんでますよ、アザゼルさん。（OAD版 2010年・2012年、TVアニメ版 2011年）
- よんでますよ、アザゼルさん。Z（2013年）

劇中BGMのみならず、OP・EDテーマ曲やキャラクターソングなども多数制作。
「大魔法峠 キャラクターソングの章」収録の「走り屋稼業本日開店」では、高木隆次自ら楽曲を歌唱している。

### 提供楽曲
1998年
- 「みかづき」 / 鈴木結女
  - 作詞：鈴木結女 作曲：高木隆次 編曲：辰巳博成
  - 「真夜中の王国」（NHK-BS2）エンディング・テーマ
- 「太陽と月を抱きしめて」 / 池澤春菜
  - 作詞：池澤春菜 作曲：高木隆次 編曲：見良津健雄
  - 「超機動伝説ダイナギガ」オリジナル・サウンドトラック」に収録
  - invoiceの「46億年のCINEMA」を改題・改詞しカバー。

1999年
- 「心が泣いている」 / 岩永哲哉
  - 作詞：岩永哲哉 作曲：高木隆次 編曲：松井智孝
  - シングル「complex heart」（岩永哲哉）に収録

2002年
- 「Pasera」 / 国分寺こより（大谷育江）
  - 作詞：枯堂夏子 作曲・編曲：高木隆次
  - 「ナースウィッチ小麦ちゃんマジカルて ザ・うたのヒットぱれ〜どムギ!」に収録
- 「まじかるアイドル降臨?」 / マジ!?が〜るず（桃井はるこ・大谷育江）
  - 作詞：枯堂夏子 作曲・編曲：高木隆次
  - 「ナースウィッチ小麦ちゃんマジカルて ザ・うたのヒットぱれ〜どムギ!」に収録
- 「Reverse」 / 伊達京介（斎賀みつき）
  - 作詞・作曲・編曲：高木隆次
  - 「ナースウィッチ小麦ちゃんマジカルて ザ・うたのヒットぱれ〜どムギ!」に収録

2003年
- 「Some Like It Cool」 / 伊達京介（斎賀みつき）
  - 作詞：枯堂夏子 作曲・編曲：高木隆次
  - 「ナースウィッチ小麦ちゃんマジカルて ムギまるレポート うたヒット2!!」に収録
- 「HACKIN’DOLLをあなたに」 / MEGU（榎本温子）
  - 作詞：枯堂夏子 作曲・編曲：高木隆次
  - 「ナースウィッチ小麦ちゃんマジカルて ムギまるレポート うたヒット2!!」に収録
- 「この星にいるかぎり」 / 中原小麦（桃井はるこ）
  - 作詞：枯堂夏子 作曲・編曲：高木隆次
  - 「ナースウィッチ小麦ちゃんマジカルて ムギまるレポート うたヒット2!!」に収録

2004年
- 「three」 / 中原小麦（桃井はるこ）
  - 作詞・作曲・編曲：高木隆次
  - 「ナースウィッチ小麦ちゃんマジカルて 小麦べ〜スト! THE MUSIC〜小全集」に収録
- 「ペーパーバッグ・ライダー」 / t.A.K.u.（中原小麦、国分寺こより（桃井はるこ、大谷育江））
  - 作詞：枯堂夏子 作曲・編曲：高木隆次
  - 「ナースウィッチ小麦ちゃんマジカルて 小麦べ〜スト! THE MUSIC〜小全集」に収録

2005年
- 「Wall」 / 風間貢
  - 作詞・作曲・編曲：高木隆次
  - 映画「男前 日本一の画家（えかき）になったる!」主題歌
  - シングル「Wall」（風間貢）に収録
- 「otokomae イメージソング」
  - 作曲・編曲：高木隆次
  - 映画「男前 日本一の画家（えかき）になったる!」Instrumental
  - シングル「Wall」（風間貢）に収録
- 「撲殺天使ドクロちゃん」 / ドクロちゃん（千葉紗子）
  - 作詞：水島努 作曲・編曲：高木隆次
  - アニメ「撲殺天使ドクロちゃん」オープニングテーマ
  - 「撲殺天使ドクロちゃん サウンドトラックだよ!ドクロちゃん!」に収録
- 「撲殺天使ドクロちゃん（なぜライブ?-Mix）」 / ドクロちゃん（千葉紗子）
  - 作詞：水島努 作曲・編曲：高木隆次
  - 「撲殺天使ドクロちゃん サウンドトラックだよ!ドクロちゃん!」に収録
- 「撲殺天使ドクロちゃん（ルルティエーMix）」 / ドクロちゃん（千葉紗子）
  - 作詞：水島努 作曲・編曲：高木隆次
  - 「撲殺天使ドクロちゃん サウンドトラックだよ!ドクロちゃん!」に収録
- 「死ぬまで天使」 / ドクロちゃん（千葉紗子）
  - 作詞：枯堂夏子 作曲・編曲：高木隆次
  - 「撲殺天使ドクロちゃん サウンドトラックだよ!ドクロちゃん!」に収録
- 「青いスクール水着」 / 草壁桜（高木礼子）
  - 作詞：枯堂夏子 作曲・編曲：高木隆次
  - 「撲殺天使ドクロちゃん サウンドトラックだよ!ドクロちゃん!」に収録
- 「賞味期限ブルース」 / サバトちゃん（釘宮理恵）
  - 作詞：枯堂夏子 作曲・編曲：高木隆次
  - 「撲殺天使ドクロちゃん サウンドトラックだよ!ドクロちゃん!」に収録
- 「天使のユーワク」 / ドクロちゃん（千葉紗子）
  - 作詞：枯堂夏子 作曲・編曲：高木隆次
  - 「撲殺天使ドクロちゃん サウンドトラックだよ!ドクロちゃん!」に収録
- 「死ぬまで天使（Re-Mix Ver.）」 / ドクロちゃん（千葉紗子）
  - 作詞：枯堂夏子 作曲・編曲：高木隆次
  - 「撲殺天使ドクロちゃん サウンドトラックだよ!ドクロちゃん!」に収録
- 「びんかんサラリーマンのうた」 / 敏感一郎（岩田光央）
  - 作詞：おかゆまさき 作曲・編曲：高木隆次
  - 「撲殺天使ドクロちゃん サウンドトラックだよ!ドクロちゃん!」に収録

2006年
- 「大魔法峠」 / 田中ぷにえ（佐藤利奈）
  - 作詞：水島努 作曲・編曲：高木隆次
  - アニメ「大魔法峠」オープニングテーマ
  - 「大魔法峠 -サウンドトラックの章-」に収録
- 「骨ある限り榮えあれ!」 / 田中ぷにえ（佐藤利奈）
  - 作詞：枯堂夏子 作曲・編曲：高木隆次
  - アニメ「大魔法峠」エンディングテーマ
  - 「大魔法峠 -サウンドトラックの章-」に収録
- 「恋をINPUT♪」 / 田中ぷにえ（佐藤利奈）
  - 作詞：大和田秀樹 作曲・編曲：高木隆次
  - 「大魔法峠 -ドラマCDの章-」に収録
- 「弱肉強食テュラリルラ」 / 田中ぷにえ（佐藤利奈）
  - 作詞：枯堂夏子 作曲・編曲：高木隆次
  - 「大魔法峠 -キャラクターソングの章-」に収録
- 「生きる為とは言わないぜ」 / パヤたんズ（斎藤千和×中田譲治）
  - 作詞：枯堂夏子 作曲・編曲：高木隆次
  - 「大魔法峠 -キャラクターソングの章-」に収録
- 「わたしの新快速」 / 国鉄子（下屋則子）
  - 作詞：枯堂夏子 作曲・編曲：高木隆次
  - 「大魔法峠 -キャラクターソングの章-」に収録
- 「くるぶしまでのスカートに」 / 姉御（川澄綾子）
  - 作詞：枯堂夏子 作曲・編曲：高木隆次
  - 「大魔法峠 -キャラクターソングの章-」に収録
- 「走り屋稼業本日開店」 / 高木隆次
  - 作詞：枯堂夏子 作曲・編曲：高木隆次
  - 「大魔法峠 -キャラクターソングの章-」に収録
- 「ぼくパヤたん」 / 田中ぷにえ（佐藤利奈）
  - 作詞：大和田秀樹 作曲・編曲：高木隆次
  - DVD「大魔法峠 I」初回生産封入特典「お楽しみCD‐ROM」に「ぷにえの放送禁止ソングその1」として収録
- 「花咲く丘に」 / 田中ぷにえ（佐藤利奈）
  - 作詞：大和田秀樹 作曲・編曲：高木隆次
  - DVD「大魔法峠 II」初回生産封入特典「お楽しみCD‐ROM」に「ぷにえの放送禁止ソングその2」として収録
- 「ぼくパヤたん 第2章」 / 田中ぷにえ（佐藤利奈）
  - 作詞：大和田秀樹 作曲・編曲：高木隆次
  - DVD「大魔法峠 III」初回生産封入特典「お楽しみCD‐ROM」に「ぷにえの放送禁止ソングその3」として収録
- 「無敵看板娘」 / 野澤恵
  - 作詞：枯堂夏子 作曲・編曲：高木隆次
  - 「無敵看板娘 無敵なキャラクターソング集」に収録
- 「死にたくなったら麺すすれ」 / 茅原智香（峯香織）
  - 作詞：枯堂夏子 作曲・編曲：高木隆次
  - 「無敵看板娘 無敵なキャラクターソング集」に収録
- 「八百黒戦隊ヤオレンジャー」 / 太田明彦（中村悠一）
  - 作詞：枯堂夏子 作曲・編曲：高木隆次
  - 「無敵看板娘 無敵なキャラクターソング集」に収録
- 「フランクフルトの串だけが」 / 神無月めぐみ（小清水亜美）
  - 作詞：枯堂夏子 作曲・編曲：高木隆次
  - 「無敵看板娘 無敵なキャラクターソング集」に収録
- 「俺の名前を覚えろニャ!」 / 西山勘九郎（檜山修之）
  - 作詞：枯堂夏子 作曲・編曲：高木隆次
  - 「無敵看板娘 無敵なキャラクターソング集」に収録
- 「ヤンヤン花見町商店街」 / 鬼丸美輝（生天目仁美）
  - 作詞：枯堂夏子 作曲・編曲：高木隆次
  - 「無敵看板娘 無敵なキャラクターソング集」に収録
- 「超空戦隊スターレンジャー」 / MoJo
  - 作詞：佐渡川準 作曲：菊池俊輔 編曲：高木隆次
  - 「無敵看板娘 無敵なキャラクターソング集」に収録

2007年
- 「願い、明日、夢」 / 田中ぷにえ（佐藤利奈）
  - 作詞：大和田秀樹 作曲・編曲：高木隆次
  - DVD「大魔法峠 IV」初回生産封入特典「お楽しみCD‐ROM」に「ぷにえの放送禁止ソングその4」として収録
- 「撲殺天使ドクロちゃん2007」 / ドクロちゃん（千葉紗子）
  - 作詞：水島努 作曲：水島努 編曲：高木隆次
  - アニメ「撲殺天使ドクロちゃんセカンド」オープニングテーマ
  - 「またまたサウンドトラックだよ!ドクロちゃん!」に収録
- 「撲殺音頭でドクロちゃん」 / ドクロちゃん（千葉紗子）
  - 作詞：おかゆまさき 作曲：水島努 編曲：高木隆次
  - アニメ「撲殺天使ドクロちゃんセカンド」エンディングテーマ
  - 「またまたサウンドトラックだよ!ドクロちゃん!」に収録

2008年
- 「ケメコデラックス!」 / ケメコとデラックス（斎藤千和×戸松遥×高橋美佳子×釘宮理恵×白石涼子×川澄綾子×後藤麻衣）
  - 作詞：水島努 作曲・編曲：高木隆次
  - アニメ「ケメコデラックス!」オープニングテーマ
  - シングル「ケメコデラックス!/プリップリン体操」に収録
- 「プリップリン体操」 / ケメコ（斎藤千和）
  - 作詞：水島努 作曲・編曲：高木隆次
  - アニメ「ケメコデラックス!」エンディングテーマ
  - シングル「ケメコデラックス!/プリップリン体操」に収録
- 「秘密・こんぷらいあんす」 / 乃木坂春香・乃木坂美夏（能登麻美子・後藤麻衣）
  - 作詞：UPLIFT 作曲・編曲：高木隆次
  - インターネットラジオ「乃木坂美夏の麻衣ふぇあれいでぃお!」テーマソング
  - 「秘密・こんぷらいあんす」（コミックマーケット75にて販売された『「乃木坂春香の秘密」春香さまのおススメセット』のスペシャルマキシCD）に収録

2009年
- 「約束」 / エムエム（戸松遥）
  - 作詞・作曲・編曲：高木隆次
  - 「「ケメコデラックス!」デラックスなCD1」に収録
- 「はにかんで東小金井」 / ふみ子と葵（川澄綾子&千葉紗子）
  - 作詞：水島努 作曲・編曲：高木隆次
  - 「「ケメコデラックス!」デラックスなCD1」に収録
- 「陽だまり」 / 牧原イズミ （高橋美佳子）
  - 作詞・作曲・編曲：高木隆次
  - 「「ケメコデラックス!」デラックスなCD2」に収録
- 「あなたとわたしの吉祥寺」 / ふみ子と葵（川澄綾子&千葉紗子）
  - 作詞：水島努 作曲・編曲：高木隆次
  - 「「ケメコデラックス!」デラックスなCD2」に収録
- 「My Favorite Tune」 / 乃木坂美夏（後藤麻衣）
  - 作詞・作曲・編曲：高木隆次
  - インターネットラジオ「乃木坂美夏の麻衣ふぇあれいでぃお! ねくすとっ!!」テーマソング
  - 「ロンドローブ★モバイル」にて配信
- 「My Favorite Tune〜featuring 乃木坂美夏の麻衣ふぇあれいでぃお!ねくすとっ!!〜」 / 乃木坂美夏 (後藤麻衣)
  - 作詞・作曲・編曲：高木隆次
  - 「「乃木美夏の麻衣ふぇあれいでぃお!ねくすとっ!! 『皆様のお蔭ですよすぺしゃるっ!』」ラジオCD」に収録

2010年
- 「ムダヅモ無き改革 〜勝利の闘牌ジュンイチロー〜」 / 小泉ジュンイチロー（森川智之）
  - 作詞：大和田秀樹 作曲・編曲：高木隆次
  - アニメ「ムダヅモ無き改革 -The LEGEND of KOIZUMI-」テーマ曲
  - 「「ムダヅモ無き改革 -The LEGEND of KOIZUMI-」オリジナルサウンドトラック」に収録
- 「はっぴぃ にゅう にゃあ」 / 芹沢文乃（CV：伊藤かな恵） 梅ノ森千世（CV：井口裕香） 霧谷希（CV：竹達彩奈）
  - 作詞：くまのきよみ 作曲・編曲：高木隆次
  - アニメ「迷い猫オーバーラン!」オープニングテーマ
  - シングル「TVアニメ「迷い猫オーバーラン!」オープニング&エンディングテーマCD」に収録
- 「イチャラブCome Home!」 / 芹沢文乃（CV：伊藤かな恵）梅ノ森千世（CV：井口裕香） 霧谷希（CV：竹達彩奈）
  - 作詞：くまのきよみ 作曲・編曲：高木隆次
  - アニメ「迷い猫オーバーラン!」エンディングテーマ
  - シングル「TVアニメ「迷い猫オーバーラン!」オープニング&エンディングテーマCD」に収録
- 「はっぴぃ にゅう にゃあ (Ver. Fumino Serizawa)」 / 芹沢文乃（CV：伊藤かな恵）
  - 作詞：くまのきよみ 作曲・編曲：高木隆次
  - シングル「迷い猫オーバーラン! Characters01 芹沢文乃」に収録
- 「はっぴぃ にゅう にゃあ (Ver. Chise Umenomori)」 / 梅ノ森千世（CV：井口裕香）
  - 作詞：くまのきよみ 作曲・編曲：高木隆次
  - シングル「迷い猫オーバーラン! Characters02 梅ノ森千世」に収録
- 「スキだからスキ」 / 霧谷希（CV：竹達彩奈）
  - 作詞：くまのきよみ 作曲・編曲：高木隆次
  - シングル「迷い猫オーバーラン! Characters03 霧谷希」に収録
- 「はっぴぃ にゅう にゃあ (Ver. Nozomi Kiriya)」 / 霧谷希（CV：竹達彩奈）
  - 作詞：くまのきよみ 作曲・編曲：高木隆次
  - シングル「迷い猫オーバーラン! Characters03 霧谷希」に収録
- 「乙女ランジュ」 / 都築乙女（CV：佐藤聡美）
  - 作詞：くまのきよみ 作曲・編曲：高木隆次
  - シングル「迷い猫オーバーラン! Characters04 都築乙女」に収録
- 「はっぴぃ にゅう にゃあ (Ver. Otome Tsuduki)」 / 都築乙女（CV：佐藤聡美）
  - 作詞：くまのきよみ 作曲・編曲：高木隆次
  - シングル「迷い猫オーバーラン! Characters04 都築乙女」に収録
- 「迷い猫同好会の歌」 / 芹沢文乃（CV：伊藤かな恵） 梅ノ森千世（CV：井口裕香） 霧谷希（CV：竹達彩奈）
  - 作詞：くまのきよみ 作曲・編曲：高木隆次
  - アニメ「迷い猫オーバーラン!」エンディングテーマ
  - 「迷い猫オーバーラン! ミュージックCD1」に収録
- 「GO! クランブレイバー!」 / 福山芳樹
  - 作詞：三重野瞳 作曲・編曲：高木隆次
  - アニメ「迷い猫オーバーラン!」オープニングテーマ
  - 「迷い猫オーバーラン! ミュージックCD2」に収録
- 「奏でて星歌」 / 三重野瞳
  - 作詞：三重野瞳 作曲・編曲：高木隆次
  - アニメ「迷い猫オーバーラン!」エンディングテーマ
  - 「迷い猫オーバーラン! ミュージックCD2」に収録
- 「ハートのスパッツに」 / 梅ノ森学園スパッツ派のみなさん
  - 作詞：松智洋 作曲・編曲：高木隆次
  - アニメ「迷い猫オーバーラン!」挿入歌
  - 「迷い猫オーバーラン! ミュージックCD2」に収録
- 「サンキュー・ブルマ 〜ありがとうのキモチ〜」 / 梅ノ森学園ブルマ派のみなさん
  - 作詞：松智洋 作曲・編曲：高木隆次
  - アニメ「迷い猫オーバーラン!」エンディングテーマ
  - 「迷い猫オーバーラン! ミュージックCD2」に収録

2011年
- 「ストロベリーマジック ♥♥♥にょりん♥♥♥」 / 野原野いちご（CV：中嶋ヒロ）
  - 作詞：水島努 作曲・編曲：高木隆次
  - アニメ「よんでますよ、アザゼルさん。」エンディング・テーマ

2013年
- 「もももももっさんのテーマ」 / なぞのおにいさん（CV：浪川大輔）
  - 作詞：水島努 作曲・編曲：高木隆次
  - アニメ「よんでますよ、アザゼルさん。Z」挿入歌
- 「まあ不可思議アバンチュール」 / ドンボルカン山口
  - 作詞：水島努 作曲・編曲：高木隆次
  - アニメ「よんでますよ、アザゼルさん。Z」挿入歌
- 「変なうた」 / 変人48面相（Cv.三木眞一郎）
  - 作詞：水島努 作曲・編曲：高木隆次
  - アニメ「よんでますよ、アザゼルさん。Z」挿入歌

2015年
- 「バディバディBAAAAAN!!」 / 未門牙王（CV：水野麻里絵）&もりしー（大盛爆役 森嶋秀太）
  - 作詞：畑亜貴 作曲・編曲：高木隆次
  - アニメ「フューチャーカード バディファイト」オープニング・テーマ

2016年
- 「チキンLINE」 / SKE48
  - 作詞：秋元康 作曲：高木隆次 編曲：生田真心
  - 映画「プリパラ み〜んなのあこがれ♪レッツゴー☆プリパリ」テーマソング